# Boreava
Boreava là chi thực vật có hoa trong họ Cải.